# Ansorgia divergens
Ansorgia divergens là một loài bướm đêm trong họ Geometridae.